# Blauwvinpoon
De blauwvinpoon (Chelidonichthys kumu) of kumupoon is een straalvinnige vis uit de familie van ponen (Triglidae) en behoort tot de orde van schorpioenvisachtigen (Scorpaeniformes). De vis kan maximaal 60 cm lang en 1500 gram zwaar worden. De hoogst geregistreerde leeftijd 15 jaar.

## Leefomgeving
Chelidonichthys kumu komt in zeewater en brak water voor. De vis prefereert een subtropisch klimaat en heeft zich verspreid over de Grote en Indische Oceaan. De diepteverspreiding is 1 tot 200 m onder het wateroppervlak.

## Relatie tot de mens
Chelidonichthys kumu is voor de beroepsvisserij van aanzienlijk belang. Voor zeehengelaars heeft de vis minder betekenis.
Voor de mens is Chelidonichthys kumu giftig.